# Víctor Aragón
Víctor Aragón (23 december 1966) is een voormalig Boliviaans voetballer, die speelde als doelman.

## Clubcarrière
Aragón beëindigde zijn actieve loopbaan in 1999 bij de Boliviaanse club The Strongest na eerder onder meer voor Club Bolívar en Club Jorge Wilstermann te hebben gespeeld.

## Interlandcarrière
Aragón speelde in totaal twee interlands voor Bolivia, beide in 1991. Onder leiding van bondscoach Ramiro Blacutt maakte hij zijn debuut op 7 juli 1991 in de openingswedstrijd van de strijd om de Copa América 1991 tegen Uruguay (1-1), net als verdediger Sergio Rivero. Hij verdedigde eveneens het doel van La Verde in de tweede wedstrijd van de Bolivianen tegen Brazilië. Na de 2-1 nederlaag moest hij plaatsmaken voor Marco Antonio Barrero.

## Erelijst
The Strongest
- Liga de Boliviano

1989
 Club Bolívar
- Liga de Boliviano

1994